# Bryum pseudotriquetrum
Bryum pseudotriquetrum (Bauchiges Birnmoos) ist ein Laubmoos aus der Familie Bryaceae. Ein Synonym ist Bryum ventricosum Helhan.

## Merkmale
Die kräftigen, aufrecht wachsenden Pflanzen bilden bis 10 Zentimeter hohe Rasen. Diese sind olivgrün bis bräunlichgrün oder rötlich. Die Stämmchen sind wenig verzweigt, ziemlich gleichmäßig beblättert und weit hinauf mit einem dichten Rhizoidenfilz besetzt. Die eiförmig-lanzettlichen Blätter sind feucht aufrecht abstehend, trocken verbogen und anliegend. Ihr Blattgrund läuft lang am Stämmchen herab. Die Blattränder sind umgerollt und mit etwa 3 bis 5 Reihen schmaler und verlängerter Zellen deutlich gesäumt. Im Bereich der Blattspitze sind die Ränder meist etwas gezähnelt. Die kräftige, rötliche Blattrippe tritt meist als kurze Stachelspitze aus oder endet in der Blattspitze.
Die rötliche Seta wird bis 8 Zentimeter lang und trägt die nickende bis hängende, lang birnenförmige Kapsel. Die Sporen sind 12 bis 18 µm groß.

## Varietäten
Bryum pseudotriquetrum ist eine formenreiche Art. Unterschieden werden eine diözische Varietät pseudotriquetrum, die nur weniger oft Sporophyten ausbildet, sowie eine synözische var. bimum, die häufig fruchtet.

## Standortansprüche und Verbreitung
Bryum pseudotriquetrum wächst an lichtreichen bis halbschattigen, feuchten bis nassen, basenreichen bis schwach sauren, oft kalkhaltigen Standorten wie in Mooren, Sümpfen, an Ufern von Gewässern, in Gräben, auf vernässten Wegen, an Böschungen oder in Kies- und Tongruben.
Die Art kommt fast weltweit vor. Sie ist in Europa wie auch in Mitteleuropa von der Ebene bis ins Hochgebirge weit verbreitet. In den Alpen steigt sie in Bayern bis in zirka 2300 Meter Höhe, in Südtirol bis 2900 Meter.